# Aphthona cyparissiae
Aphthona cyparissiae es un coleóptero de la familia Chrysomelidae. Fue descrita científicamente en 1803 por Koch.
Mide de 3 a 4 mm.
Originaria de Europa; se alimenta de Euphorbia (especialmente E. cyparissias) que en Norteamérica es considerada una plaga. A. cyparissiae ha sido introducida en los Estados Unidos para actuar de control biológico de esta planta.